# Parafia św. Macieja Apostoła i św. Katarzyny w Ratoszynie Pierwszym
Parafia św. Macieja Apostoła i św. Katarzyny w Ratoszynie Pierwszym – parafia rzymskokatolicka, znajdująca się w archidiecezji lubelskiej, w dekanacie bełżyckim.

## Zasięg parafii
Do parafii należą wierni z następujących miejscowości: Grondy, Kępa-Kolonia, Łopiennik, Radlin, Radlin-Kolonia, Ratoszyn Pierwszy, Ratoszyn Drugi, Stasin, Wały Kępskie i Zosinek.